# Tập đoàn Novaland
Công ty cổ phần Tập đoàn Đầu tư Địa ốc No Va còn gọi là Tập đoàn Novaland là một công ty cổ phần ở Việt Nam. Công ty này là doanh nghiệp bất động sản lớn thứ hai trên thị trường chứng khoán Việt Nam, chỉ sau Vingroup.

## Lịch sử
Bùi Thành Nhơn thành lập Công ty Trách nhiệm hữu hạn Thương mại Thành Nhơn với số vốn điều lệ 500 triệu đồng để kinh doanh thuốc thú y, nguyên liệu dược, hóa chất.
Năm 2007, Công ty Trách nhiệm hữu hạn Thương mại Thành Nhơn được tái cấu trúc thành hai đơn vị là Công ty cổ phần Anova và Công ty cổ phần Tập đoàn Đầu tư Địa ốc No Va (Novaland).
Novaland hoạt động chính trong lĩnh vực bất động sản với mức vốn điều lệ ban đầu là 95.3 tỷ đồng. Bùi Thành Nhơn giữ chức Chủ tịch Hội đồng quản trị Novaland.
Sau 12 lần tăng vốn, đến tháng 11 năm 2016, Novaland có vốn điều lệ là gần 5962 tỉ đồng.
Ngày 28 tháng 12 năm 2016, Novaland chính thức niêm yết trên thị trường chứng khoán Việt Nam với mã số chứng khoán "NVL" tại sàn chứng khoán TPHCM (HOSE), giá niêm yết là 50.000 đồng/cp, tổng 589,4 triệu cổ phiếu. Với mức giá này, vốn hoá của Novaland ngay khi lên sàn là 29.500 tỷ đồng (khoảng 1,3 tỷ USD), trở thành doanh nghiệp bất động sản lớn thứ 2 trên thị trường chứng khoán Việt Nam, chỉ sau Vingroup.
NovaLand hiện đang rót vốn đầu tư tại Dự án Nova World Phan Thiết. Hiện là dự án lớn nhất trong thời điểm hiện tại của tập đoàn này. Theo thông tin chính thức đưa tin trên các phương tiện truyền thông, ông Bùi Thành Nhơn cam kết rằng NovaLand sẽ đầu tư 5 tỷ USD để biến Phan Thiết thành trung tâm du lịch biển theo chuẩn quốc tế, giúp Phan Thiết, Bình Thuận ghi tên vào địa danh du lịch toàn thế giới. Phan Thiết với bờ biển dài và đẹp nhất Việt Nam, du lịch tại đây đang phát triển rất mạnh điều này có thể nhận thấy trong các năm trở lại lượng khách du lịch tăng mạnh với hơn 7 triệu lượt khách du lịch. Các nhà đầu tư và những tập đoàn lớn đang đổ ngân sách và sự quan tâm mạnh đến bất động sản Phan Thiết trong thời gian gần đây. Thị trường bất động sản Phan Thiết được đánh giá có tiềm năng phát triển lớn mạnh trong tối thiểu 5 năm hoặc nữa. NovaLand đang tạo cơ hội vàng cho các nhà đầu tư và thị trường bất động sản và thị trường du lịch.
Novaland bị cho là có mối liên hệ với Vũ nhôm thông qua Bùi Cao Nhật Quân, con trai ông Bùi Thành Nhơn.
Ngày 20/01/2022, theo công bố thông tin từ Tập đoàn Novaland để tập trung lãnh đạo NovaGroup giai đoạn hậu tái cấu trúc, ông Bùi Thành Nhơn quyết định trao quyền và vị trí Chủ tịch HĐQT Công ty Cổ phần Tập đoàn Đầu tư Địa ốc No Va (Tập đoàn Novaland) cho ông Bùi Xuân Huy.

## Hội đồng Quản trị[5]
Ông Bùi Thành Nhơn - Nhà sáng lập, Chủ tịch Hội đồng Quản trị Novaland
Ông Phạm Tiến Vân - Thành viên độc lập Hội đồng Quản trị
Bà Nguyễn Mỹ Hạnh - Thành viên độc lập Hội đồng Quản trị

## Ban Giám đốc[5]
Ông Dương Văn Bắc - Tổng Giám đốc

## Tài chính
Theo báo cáo tài chính hợp nhất quý 1/2022 của Novaland thì tính đến 31/3/2022, nợ phải trả của doanh nghiệp này là hơn 180 nghìn tỷ đồng trong khi đó vốn chủ sở hữu chỉ hơn 43 nghìn tỷ đồng, với thông tin lợi nhuận sau thuế lên tới hơn 1.045 tỷ đồng.

## Các dự án của Novaland

### Căn hộ & phức hợp
- Sunrise City
- Sunrise Cityview
- Sunrise Riverside
- The Sun Avenue
- Tropic Garden
- The Tresor
- Icon 56
- Saigon Royal
- Newton Residence
- Kingston Residence
- The Prince Residence
- The Water Bay

...

### Khu dân cư
- Golf Park
- Lakeview City
- Palm City
- Palm Marina

### Nghỉ dưỡng
- ibis Styles Vũng Tàu (vận hành bởi Accor)
- Mercure Vũng Tàu
- Anantara Mũi Né
- NovaBeach Cam Ranh

### Khu đô thị
- Aqua City (Đồng Nai)
- NovaWorld Hồ Tràm
- NovaWorld Phan Thiết

### Công nghiệp
- Nova Industrial Park

## Sai phạm

### Chiếm đoạt đất tái định cư
Tập đoàn Novaland đã chi khoảng 5.500 tỷ đồng mua hai công ty bất động sản, từ đó dành được khu đất đẹp "hiếm có" thuộc quỹ đất tái định cư 160 ha của người dân Khu đô thị mới Thủ Thiêm tại Thành phố Thủ Đức (Quận 2 cũ). Hơn 60,3 ha đất từ quỹ đất tái định cư, với sự phù phép đến khó tin của ông Võ Văn Hoan và các cộng sự đã nhanh chóng về tay Novaland, để rồi sau đó doanh nghiệp này tiếp tục xuất hiện trong vai trò đơn vị phát triển dự án.
Trong năm 2007-2009, Ủy ban nhân dân Thành phố đã chỉ đạo cắt 30,1 ha đất tái định cư cho người dân Khu đô thị mới Thủ Thiêm (thuộc khu tái định cư tập trung có diện tích 90,3ha ở Nam Rạch Chiếc, phường An Phú, quận 2) để hoán đổi lấy khu đất 30,2 ha ở phường Bình Khánh và phường Bình Trưng Tây, quận 2 của Công ty TNHH Phát triển quốc tế Thế kỷ 21.
Sau đó, tháng 7 năm 2017 khu đất 30,2 ha hoán đổi cũng được giao nốt cho Công ty Cổ phần Phát triển quốc tế Thế kỷ 21 để làm dự án bất động sản, là một trong nhóm chục công ty do ông Vũ Anh Cường sáng lập, như Công ty CP Đầu tư thương mại dịch vụ Đất Lành, Công ty TNHH Thế kỷ 21 Bình Trưng Tây... đều cùng mục đích kinh doanh các dự án đất nền, chung cư.
Tháng 9 năm 2018, Thanh tra Chính phủ đã có thông báo kết luận thanh tra về khu đô thị mới Thủ Thiêm, trong đó chỉ ra sai phạm trong việc Ủy ban nhân dân Thành phố có văn bản ngày 20 tháng 02 năm 2008 chấp thuận chuyển mục đích sử dụng 30,1 ha đất của Công ty TNHH Phát triển quốc tế Thế kỷ 21 tại dự án Khu Du lịch, văn hóa, giải trí thuộc phường Bình Khánh sang xây dựng hơn 4.000 căn hộ tái định cư và hoán đổi bằng 30,2 ha đất sạch thuộc 90,2 ha Khu tái định cư Nam Rạch Chiếc. Sau đó, Ủy ban nhân dân Thành phố lại chấp thuận cho chuyển khu đất tái định cư này sang mục đích đầu tư kinh doanh nhà ở mà không thực hiện đấu giá theo quy định, tính tiền sử dụng đất không đúng thời điểm giao đất.

### Khởi tố
Tháng 02 năm 2021, Bộ Công an có quyết định khởi tố vụ án vi phạm quy định về quản lý, sử dụng tài sản Nhà nước gây thất thoát, lãng phí, theo Điều 219 Bộ luật Hình sự năm 2015 xảy ra tại Tổng công ty Công nghiệp Sài Gòn - TNHH Một Thành Viên (CNS), liên quan đến khu phức hợp Golden Mansion số 119 Phổ Quang do Novaland làm chủ đầu tư. Lô đất rộng hơn 1,5ha ngay trung tâm quận Phú Nhuận gần với Sân bay Tân Sơn Nhất, được ước tính trị giá hơn 3.000 tỷ đồng tại thời điểm 2017. Dự án đã được bán 100% và bàn giao cho khách hàng vào ở nhưng chưa thể cấp sổ vì vướng mắc các thủ tục về pháp lý nêu trên.
Novaland còn vướng mắc về mặt pháp lý với một loạt dự án khác cũng ở tình trạng tương tự: xây dựng và bán xong nhưng đều có nguồn gốc đất công và chưa thể ra sổ cho khách hàng. Cụ thể là:
Khu đất 17-19-21 Nguyễn Văn Trỗi do Công ty cổ phần dược phẩm trung ương Vidipha quản lý, chủ đầu tư của dự án là Công ty cổ phần The Prince Residence (do Novaland liên doanh với Công ty cổ phần dược phẩm trung ương Vidipha). Ủy ban nhân dân Thành phố  thu hồi đất của Vidipha và giao cho Công ty cổ phần The Prince Residence năm 2012.
Một dự án khác là Garden Gate (số 8 Hoàng Minh Giám) do Công ty cổ phần Nova Festival làm chủ đầu tư. Nova Festival là pháp nhân được thành lập giữa Công ty TNHH MTV du lịch Thanh niên Việt Nam (quản lý và sử dụng lô đất) và Novaland.
Một loạt các dự ấn khác như: Newton Residence (38 Trương Quốc Dung), Orchard Park View (130-132 Hồng Hà), Orchard Garden (128 Hồng Hà) và dự án Kingston Residence (146 Nguyễn Văn Trỗi) đều có nguồn gốc đất công và từng bị Ủy ban nhân dân Thành phố đình chỉ để xác minh, điều tra. Tổng cộng có khoảng 11 dự án của Novaland chậm giải quyết sổ hồng tại Thành phố Hồ Chí Minh.
Một dự án khác cũng chờ được Bộ Xây dựng giải cứu là dự án khu dân cư tại khu đất 30,224ha phường Bình Khánh, Quận 2 – tức dự án The Water Bay (do Công ty TNHHH Phát triển Quốc tế Thế kỷ 21 – công ty thành viên của Novaland làm chủ đầu tư) bị ách tắc kéo dài.

## Công ty thành viên
- Công ty Trách nhiệm hữu hạn phát triển quốc tế thế kỉ 21